# Thijn Brummelkamp
Thijn Reinout Brummelkamp (Haarlem, 9 augustus 1975) is een Nederlands hoogleraar in de genetica en biomedische wetenschappen, gespecialiseerd in experimentele genetica. Hij is wetenschappelijk directeur en lid van de Raad van Bestuur van het Nederlands Kanker Instituut (NKI), hoogleraar experimentele genetica aan de Universiteit Utrecht en het UMC Utrecht, en medeoprichter van meerdere biotech-bedrijven. Brummelkamp won in 2025 de Spinozapremie.

## Biografie

### Opleiding en loopbaan
Brummelkamp studeerde biologie aan de Vrije Universiteit Amsterdam en behaalde zijn masterdiploma in 1998. Hij promoveerde in 2003 cum laude aan de Universiteit Utrecht onder begeleiding van René Bernards, met onderzoek dat plaatsvond bij het NKI. De titel van zijn proefschrift was Functional genetic screens in mammalian cells: hitting cancer. Na zijn promotie werkte hij als Whitehead Fellow aan het Whitehead Institute for Biomedical Research (gelieerd aan het Massachusetts Institute of Technology) in Cambridge, Verenigde Staten, waar hij een eigen onderzoeksgroep opzette.
In 2011 keerde Brummelkamp terug naar Nederland naar het Nederlands Kanker Instituut (NKI), met die eigen onderzoeksgroep Biomedical Genetics. Daarnaast had hij depositie 'Adjunct Principal Investigator' bij het onderzoekscentrum Forschungszentrum für Molekulare Medizin/Research Center for Molecular Medicine (CeMM) in Wenen. Sinds 1 december 2024 is hij lid van de Raad van Bestuur en wetenschappelijk directeur van het NKI.

### Onderzoek
Brummelkamp deed onder andere onderzoek naar kanker, het ebolavirus, de vetstofwisseling en naar het eiwitmolecuul p53, dat "functioneert als 'keurmeester' voor cellen die willen delen". Zijn onderzoek richt zich op experimentele biomedische genetica, met als doel genfuncties in menselijke cellen te ontrafelen die een belangrijke rol spelen bij ziekten.
Zijn groep ontwikkelde baanbrekende methoden met behulp van haploïde menselijke cellen om genetische schakelaars en routes te identificeren die betrokken zijn bij ziekten zoals kanker en infectieziekten.
Een belangrijke ontdekking was het SLFN11-gen, dat een nieuwe p53-onafhankelijke route naar apoptose (celdood) activeert bij DNA-schade. Daarnaast identificeerde zijn team nieuwe gastheerfactoren voor virussen als ebola en lassa via innovatieve genetische screeningstechnieken.

## Onderscheidingen en nevenactiviteiten
- Vermelding op de lijst 'TR35' van MIT Technology Review - Massachusetts Institute of Technology, een lijst van veelbelovende wetenschappers met een leeftijd van 35 jaar en jonger.[4]
- Gold Medal (2013) van de European Molecular Biology Organization (EMBO) voor zijn methode om in een cel grote aantallen genen tegelijk uit te schakelen.[14]
- Ammodo Science Award (2015): Voor baanbrekend werk in de experimentele biomedische wetenschappen.[15]
- Lid Koninklijke Nederlandse Akademie van Wetenschappen (KNAW) (2024).[1][16]
- ERC Advanced Grant (2024): Europese prestigieuze subsidie voor fundamenteel onderzoek.[17]
- Spinozapremie (2025): De hoogste wetenschappelijke onderscheiding in Nederland, toegekend door NWO voor zijn innovatieve genetische onderzoek.[2][6][18][19]

Brummelkamp is medeoprichter van verschillende biotechnologiebedrijven, zoals Scenic Biotech en Haplogen GmbH.

## Selectie publicaties
- Blomen, V. A., et al. (2015). Gene essentiality and synthetic lethality in haploid human cells. Science, 350(6264), 1092–1096. DOI:10.1126/science.aac7557[11]
- Brockmann, M., et al. (2017). Genetic wiring maps of single-cell protein states reveal an off-switch for GPCR signaling. Nature, 546(7657), 307–311.[3]
- Nieuwenhuis, J., et al. (2017). Vasohibins encode tubulin detyrosinating activity. Science, eaao5676.[3]
- Staring, J., et al. (2017). PLA2G16 represents a switch between entry and clearance of Picornaviridae. Nature, 541(7637), 412–416.[3]
- Boon, N. J., et al. (2024). DNA damage induces p53-independent apoptosis through ribosome stalling. Science, 384(6697), 785–792.[3]

- Nederlandse Thesaurus van Auteursnamen: 256979987
- ORCID: 0000-0002-3066-7071
- Virtual International Authority File: 286321876